# Vincenzo Zappalà
Vincenzo Zappalà, né en 1945, est un astronome italien.

## Biographie
D'après le Centre des planètes mineures Vincenzo Zappalà a découvert neuf astéroïdes, dont trois avec un codécouvreur, et (2813) Zappalà porte son nom.
| (4478) Blanco[1]                                   | 23 avril 1984 |
| (5802) Casteldelpiano                              | 27 avril 1984 |
| (6289) Lanusei[1]                                  | 28 avril 1984 |
| (7459) Gilbertofranco                              | 28 avril 1984 |
| (9009) Tirso                                       | 23 avril 1984 |
| (9010) Candelo                                     | 27 avril 1984 |
| (10038) Tanaro                                     | 28 avril 1984 |
| (11476) Stefanosimoni                              | 23 avril 1984 |
| (17357) Lucataliano[2]                             | 23 août 1978  |
| 1. avec Walter Ferreri 2. avec Giovanni de Sanctis |               |